# Saint-Martial-d'Albarède
Saint-Martial-d'Albarède é uma comuna francesa na região administrativa da Nova Aquitânia, no departamento Dordonha. Estende-se por uma área de 10,37 km². Em 2010 a comuna tinha 478 habitantes (densidade: 46,1 hab./km²).